# Кмитов
Кмитов (укр. Кмитів) — село на Украине, находится в Коростышевском районе Житомирской области. С 2017 года входит в Глубочицкую объединённую территориальную громаду.
Население на 2018 год составляет 482 человека. Занимает площадь 1,269 км².

## История
В 1984 году по инициативе Иосифа Дмитриевича Буханчука и при содействии колхоза «Украина» в Кмитове было построено здание для музея советского искусства. Главным архитектором индивидуального проекта модернистского здания под руководством Игоря Фомина выступил Михаил Северов из Ленинграда. Одной из причин размещения музея в Кмитове, стало расположение села на автомобильной трассе Киев — Житомир, поскольку ранее музейная коллекция находилась в школе соседнего села Студеница.
Главой Кмитовского сельского совета с 2006 по 2010 год являлась Валентина Сергеевна Зябкина.
После принятия на Украине закона о декоммунизации центральная улица Ленина была переименована в Покровскую.
С 2017 года Кмитов входит в Глубочицкую объединённую территориальную громаду.

## Современное состояние
В селе функционирует детский сад «Золотой ключик». В 2012 году на его реконструкцию было потрачено около 600 тысяч гривен. По состоянию на 2012 год детский сад посещало около 20 детей.
В 1973 году в доме-усадьбе разместилась школа-интернат для детей с особыми потребностями. По состоянию на 2017 год в школе-интернат обучалось 96 детей, работало 83 человека, включая 45 учителей.
В Кмитове работает компания «Granite Market», занимающаяся изготовлением изделий из гранита.

## Население
В 2001 году в рамках переписи населения было установлено, что в селе проживает 677 человек. Жители Кмытова родными языками назвали: украинский — 90,22 %, русский — 9,63 %.
По состоянию на 2018 год в селе проживало 482 человека.

## Достопримечательности
В Кмитове расположены следующие объекты:
- Кмитовский музей изобразительного искусства имени И. Д. Буханчука (ул. Покровская, 42)[11]
- Дом-усадьба Сумовских (сейчас здание интерната) конца XIX века — памятник архитектуры (ул. Покровская, 42-б)[12]
- Братская могила советских воинов, в которой похоронено 130 человек — памятник истории
- Парк, основанный во второй половине XVIII века, где имеются 200-летние деревья (размер парка — 9 гектар)[11][1]
- Голубые озёра — расположены на месте бывших карьеров, где добывали бурый уголь[13]. Глубина — до 43 метров[1].

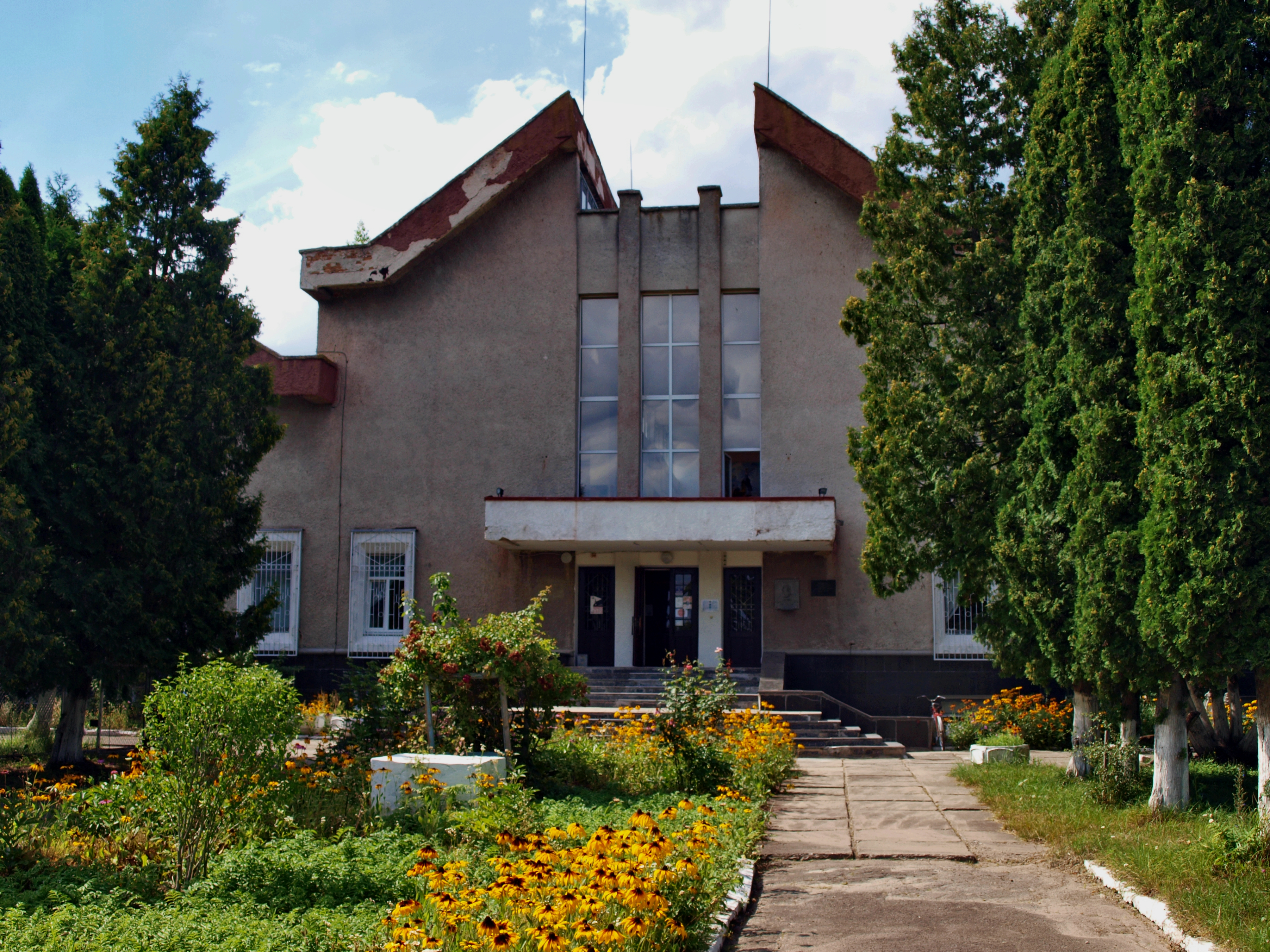
Музей
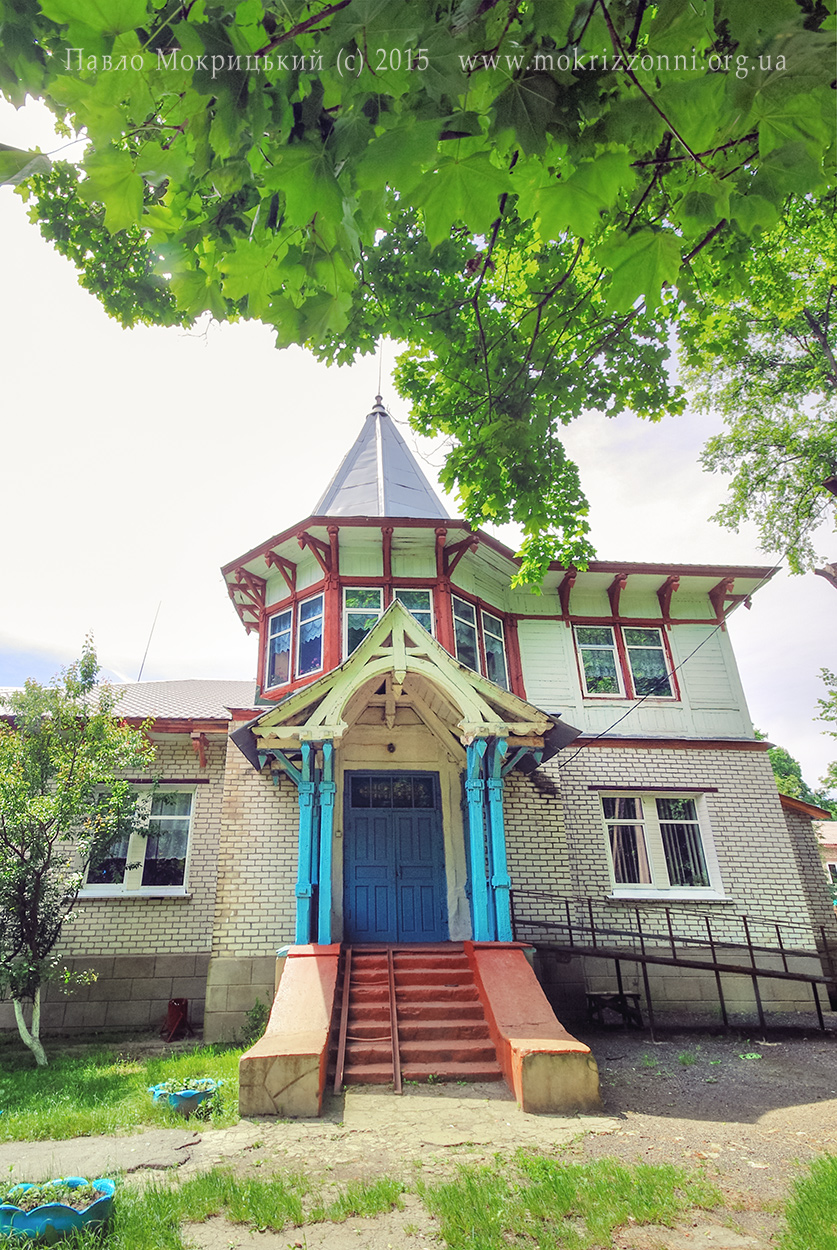
Дом-усадьба
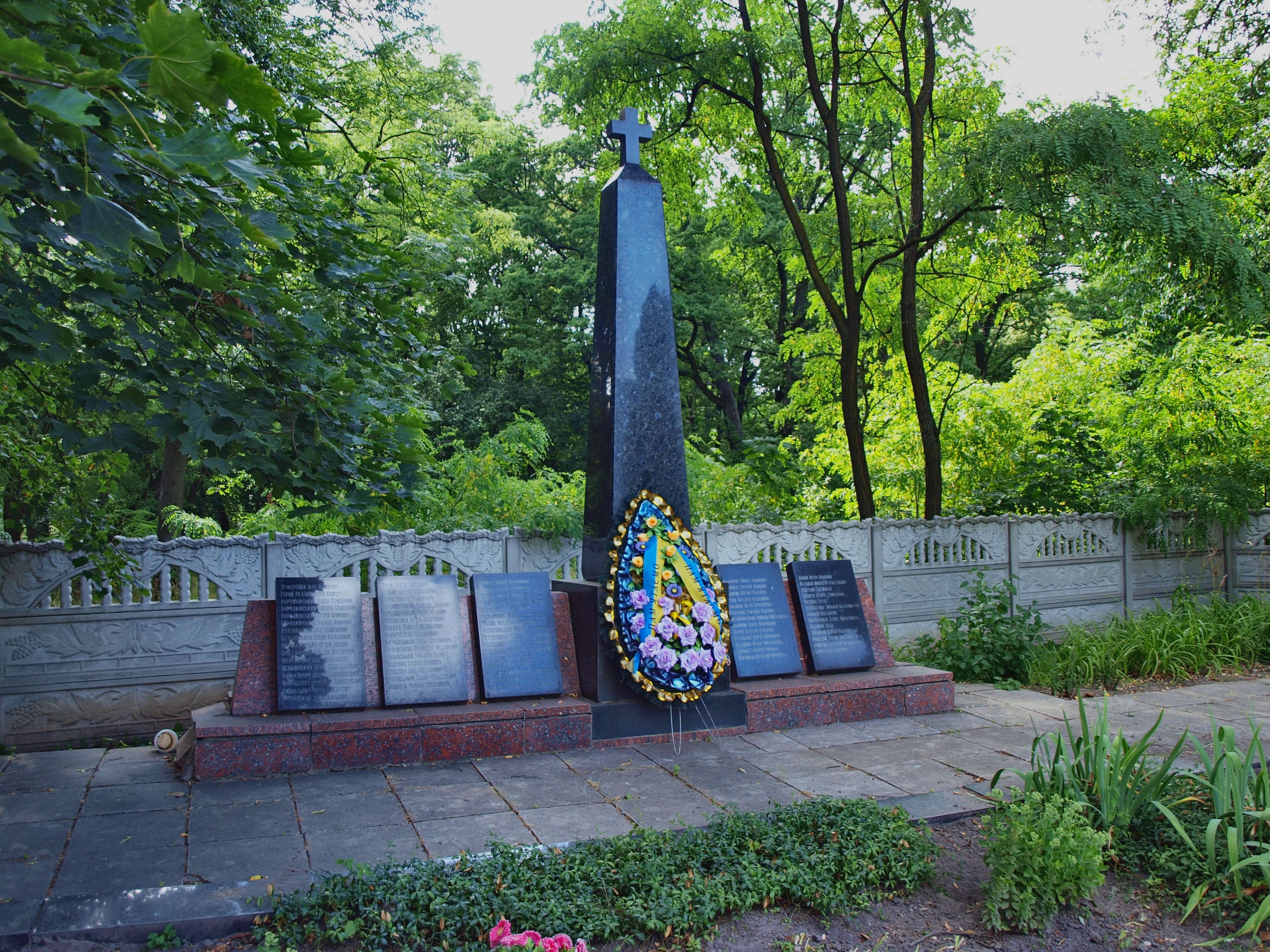
Памятник участникам Великой Отечественной войны
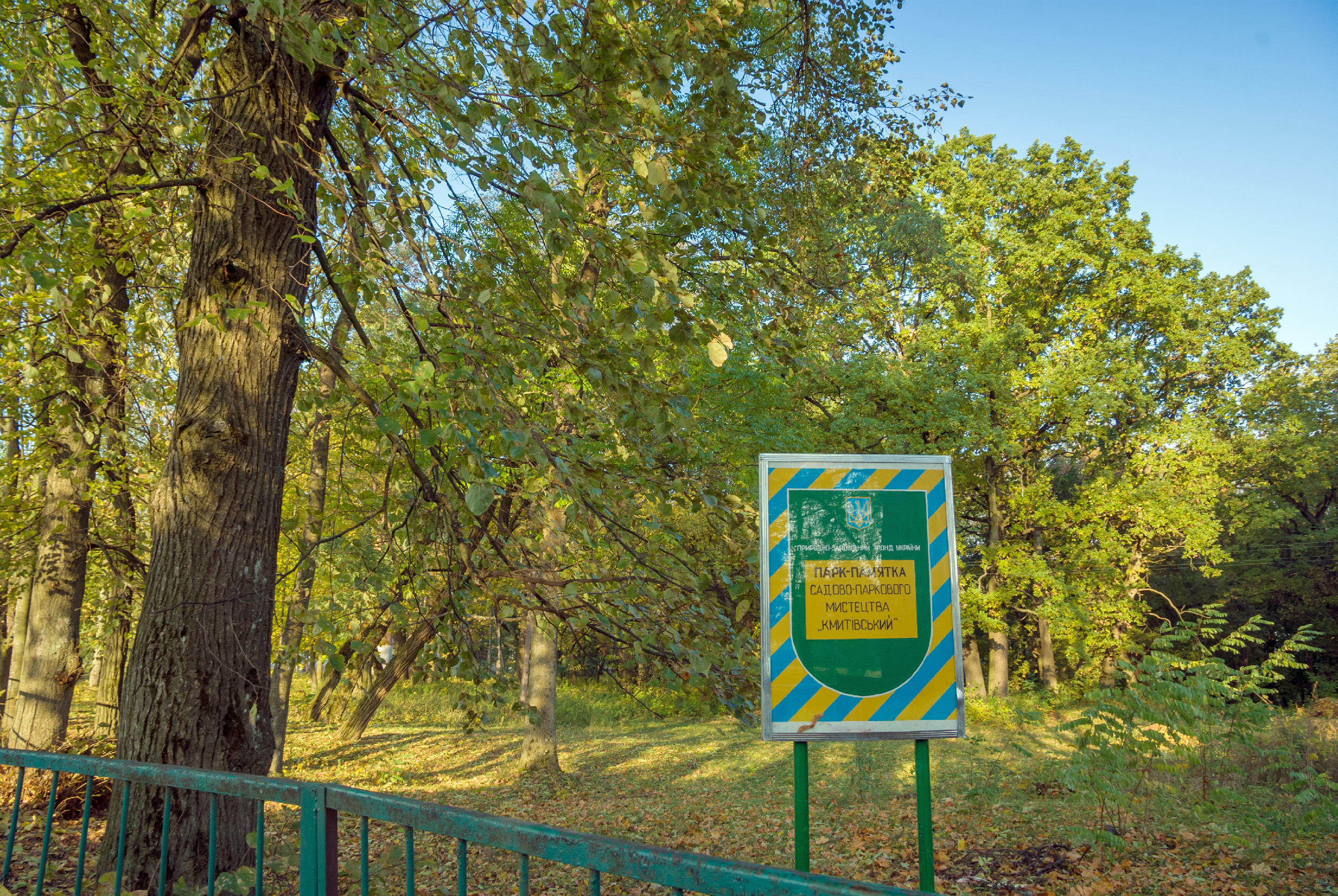
Парк
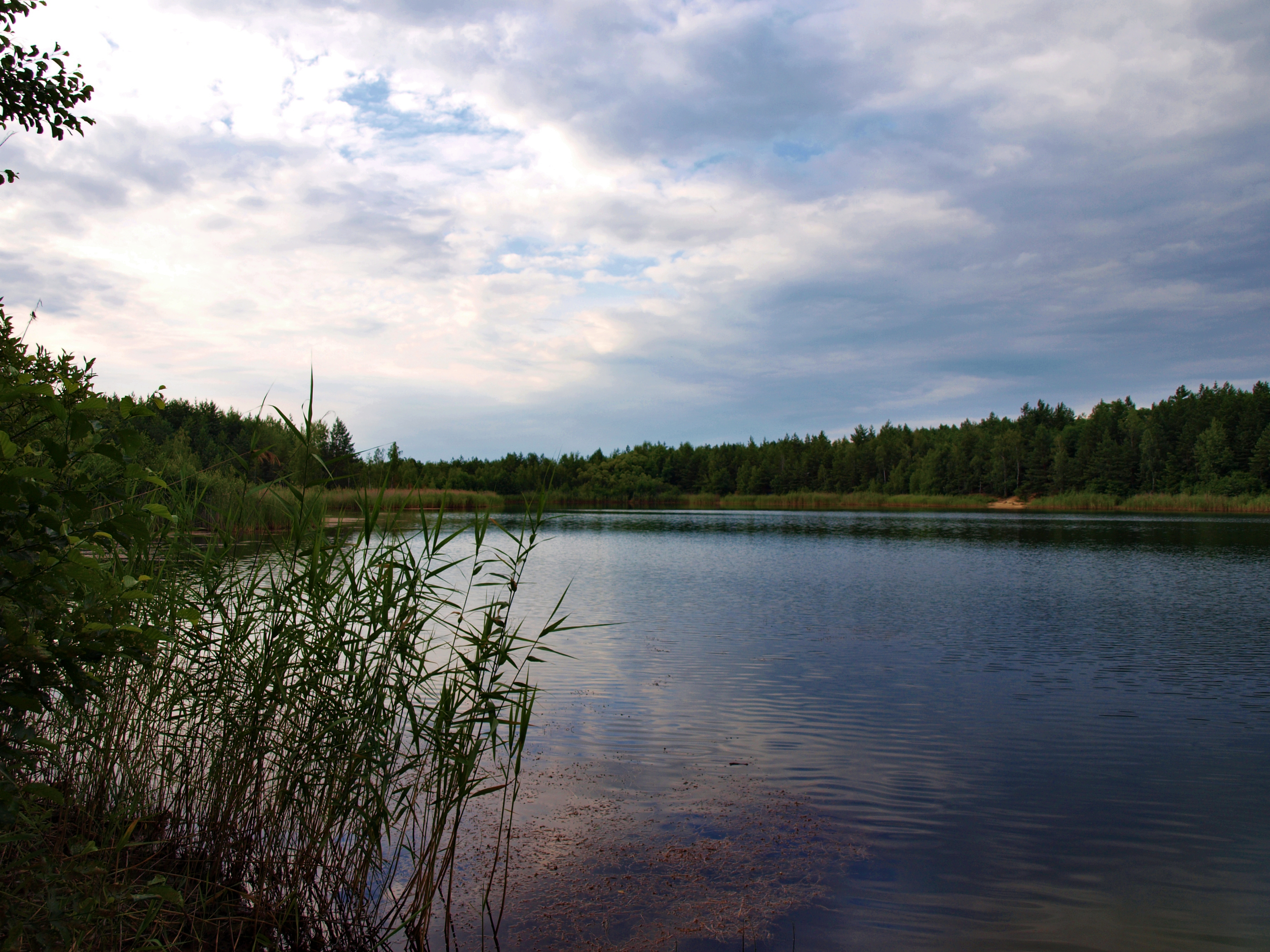
Озеро

## Транспорт
Кмитов расположен близ автодороги международного значения М 06 (Киев — Чоп).
Рядом с Кмитовом существует одноимённая железнодорожная остановка. По состоянию на 2012 год через Кмитов несколько раз в неделю в летнее время ходил дизель-поезд Житомир — Коростышев.

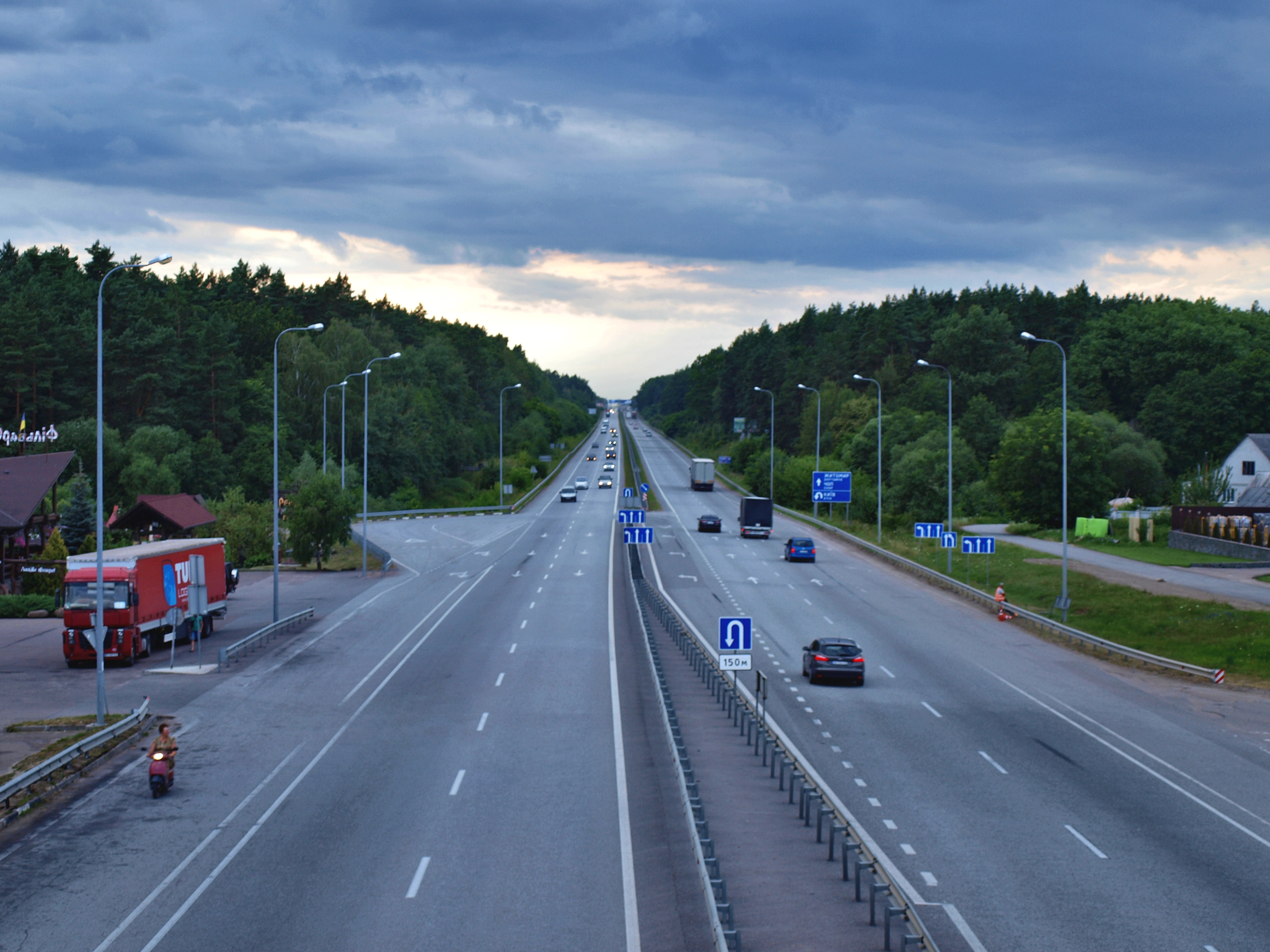
Трасса Киев — Житомир
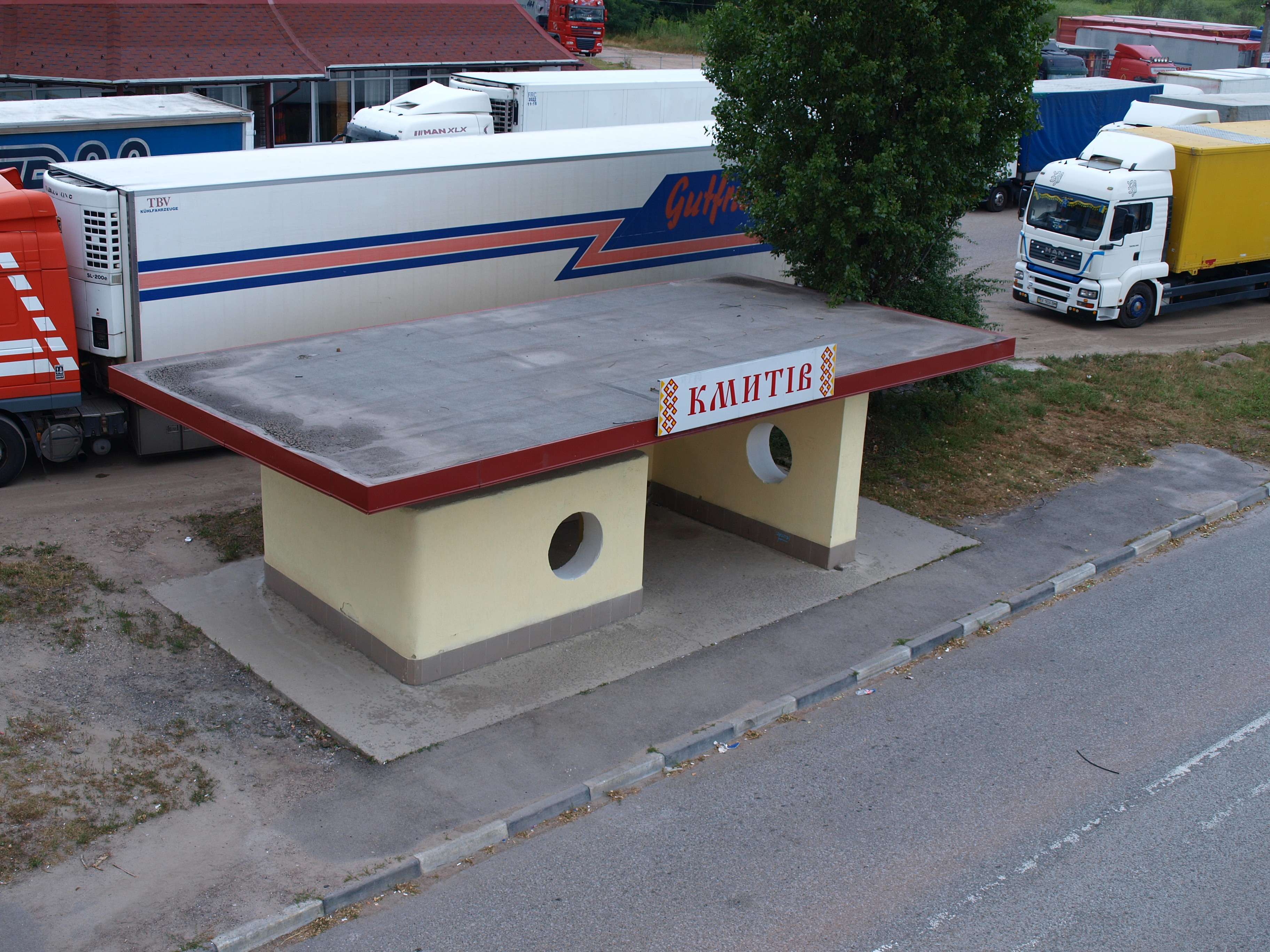
Остановка